# Neochactas gaillardi
Espèce
Synonymes
- Auyantepuia gaillardi Lourenço, 1983
- Broteochactas gaillardi (Lourenço, 1983)

Neochactas gaillardi est une espèce de scorpions de la famille des Chactidae.

## Distribution
Cette espèce est endémique de Guyane. Elle se rencontre vers Saint-Jean-du-Maroni.

## Description
Le mâle holotype mesure 25,2 mm et la femelle paratype 26,9 mm.

## Systématique et taxinomie
Cette espèce a été décrite sous le protonyme Auyantepuia gaillardi par Lourenço en 1983. Elle est placée dans le genre Neochactas par Soleglad et Fet en 2003.

## Étymologie
Cette espèce est nommée en l'honneur de Maurice Gaillard.

## Publication originale
- Lourenço, 1983 : La faune des scorpions de Guyane Française. Bulletin du Muséum National d'Histoire Naturelle Section A Zoologie Biologie et Écologie Animales, sér. 4, vol. 5, no 3, p. 771-808 (texte intégral).